# نرم‌دم‌ها
نرم‌دم‌ها(نام علمی: Dendrogale) نام یک سرده از تیره حشره‌خوار درختی سنجابی است.

## گونه‌ها
- حشره‌خوار درختی نرم‌دم بورنئو (Dendrogale melanura)
- حشره‌خوار درختی نرم‌دم شمالی (Dendrogale murina)